# Stefan Kretzschmar
Stefan Kretzschmar (Leipzig, 17 de febrero de 1973) fue un jugador de balonmano alemán que jugaba como extremo izquierdo. Fue uno de los componentes de la Selección de balonmano de Alemania con la que disputó 218 partidos internacionales en los que ha anotó un total de 821 goles, debutando un 8 de octubre de 1993 contra la selección de Suiza.

## Familia
Su padre, Peter Kretzschmar, fue 66 veces internacional con la selección de balonmano de la República Democrática alemana, siendo también seleccionador del equipo femenino del mismo país. Su madre, Waltraud Kretzschmar, fue 217 veces internacional igualmente con la República Democrática alemana, siendo tres veces campeona del mundo y una vez subcampeona olímpica en los Juegos Olímpicos de Montreal 1976.
En 1998 contrajo matrimonio con la cubana María Linares, con la que tuvo una hija. Tras separarse de ella, mantuvo una relación con la nadadora Franziska van Almsick hasta 2004. En 2007 volvió con su anterior mujer con la que tendría un hijo en 2008. Su hija Lucie-Marie juega también a balonmano, llegando a ser convocada por la selección de Alemania en sus categorías inferiores.

## Equipos
- SV Blau-Weiß Spandau (1991-1993)
- VfL Gummersbach (1993-1996)
- SC Magdeburg (1996-2007)

## Palmarés
- Copa de Alemania 1996
- Bundesliga  2001
- Supercopa de Alemania 2001
- Liga de Campeones  2002
- Supercopa de Europa 2002, 2003
- Copa EHF  1999, 2003, 2007

## Méritos y distinciones
- Jugador alemán del año 1994, 1995
- Mejor extremo izquierdo del Campeonato de Europa de 1998